# Svetovno prvenstvo v hokeju na ledu 1939
Svetovno prvenstvo v hokeju na ledu 1939 je bilo trinajsto Svetovno prvenstvo v hokeju na ledu. Potekalo je med 3. in 12. februarjem 1939 v Zürichu in Baslu, Švica. Zlato medaljo je osvojila kanadska reprezentanca, srebrno ameriška], bronasto pa švicarska, v konkurenci štirinajstih reprezentanc, prvič tudi jugoslovanske, ki je osvojila trinajsto mesto

## Dobitniki medalj
| Zlato | Srebro | Bron |
| KanadaJoseph Benoit Buck Buchanan Duke Scodellaro Mel Snowden Thomas Johnson James Haight James Morris Mickey Brennan Richard Kowcinak Bunny Dame John McCready Ab Cronie Benny Hayes | ZDAAllen Arthur Bogue Ralph Dondi Thomas Leaky Edward Maki Richard Maley Ed Nicholson George Quirk Leonard Saari Alfred Van Spencer Wagnild | ŠvicaHugo Müller Albert Künzler Franz Geromini Christian Badrutt Trauffer Albert Geromini Hans Cattini Richard Torriani Charles Kessler Herbert Kessler Beat Rüedi Reto Delnon Heini Lohrer Walter Dürst |

## Tekme
***-po treh podaljških.

### Prvi krog
Prvouvrščeni reprezentanci iz vsake od štirih skupin so napredovale v drugi krog.

#### Skupina A
| 3. februar 1939 | Nemčija | 12:1 | Finska | Basel, Švica |

| Poročilo tekme      | Poročilo tekme | Poročilo tekme | Poročilo tekme | Poročilo tekme |
| ------------------- | -------------- | -------------- | -------------- | -------------- |
| Začetek: ni podatka |                |                |                |                |

| 3. februar 1939 | ZDA | 5:0 | Italija | Basel, Švica |

| Poročilo tekme      | Poročilo tekme | Poročilo tekme | Poročilo tekme | Poročilo tekme |
| ------------------- | -------------- | -------------- | -------------- | -------------- |
| Začetek: ni podatka |                |                |                |                |

| 4. februar 1939 | Italija | 5:2 | Finska | Basel, Švica |

| Poročilo tekme      | Poročilo tekme | Poročilo tekme | Poročilo tekme | Poročilo tekme |
| ------------------- | -------------- | -------------- | -------------- | -------------- |
| Začetek: ni podatka |                |                |                |                |

| 4. februar 1939 | ZDA | 4:2 | Nemčija | Basel, Švica |

| Poročilo tekme      | Poročilo tekme | Poročilo tekme | Poročilo tekme | Poročilo tekme |
| ------------------- | -------------- | -------------- | -------------- | -------------- |
| Začetek: ni podatka |                |                |                |                |

| 5. februar 1939 | ZDA | 4:0 | Finska | Basel, Švica |

| Poročilo tekme      | Poročilo tekme | Poročilo tekme | Poročilo tekme | Poročilo tekme |
| ------------------- | -------------- | -------------- | -------------- | -------------- |
| Začetek: ni podatka |                |                |                |                |

| 5. februar 1939 | Nemčija | 4:4*** | Italija | Basel, Švica |

| Poročilo tekme      | Poročilo tekme | Poročilo tekme | Poročilo tekme | Poročilo tekme |
| ------------------- | -------------- | -------------- | -------------- | -------------- |
| Začetek: ni podatka |                |                |                |                |

##### Lestvica
OT-odigrane tekme, z-zmage, n-neodločeni izidi, P-porazi, DG-doseženo goli, PG-prejeti goli, GR-gol razlika, T-točke.
| # | Reprezentanca | OT | Z | N | P | DG | PG | GR  | T |
| - | ------------- | -- | - | - | - | -- | -- | --- | - |
| 1 | ZDA           | 3  | 3 | 0 | 0 | 13 | 0  | +13 | 6 |
| 2 | Nemčija       | 3  | 1 | 1 | 1 | 16 | 9  | +7  | 3 |
| 3 | Italija       | 3  | 1 | 1 | 1 | 9  | 11 | -2  | 3 |
| 4 | Finska        | 3  | 0 | 0 | 3 | 3  | 21 | -18 | 0 |

#### Skupina B
| 3. februar 1939 | Češkoslovaška | 24:0 | Jugoslavija | Basel, Švica |

| Poročilo tekme      | Poročilo tekme | Poročilo tekme | Poročilo tekme | Poročilo tekme |
| ------------------- | -------------- | -------------- | -------------- | -------------- |
| Začetek: ni podatka |                |                |                |                |

| 3. februar 1939 | Švica | 12:0 | Latvija | Zürich, Švica |

| Poročilo tekme      | Poročilo tekme | Poročilo tekme | Poročilo tekme | Poročilo tekme |
| ------------------- | -------------- | -------------- | -------------- | -------------- |
| Začetek: ni podatka |                |                |                |                |

| 4. februar 1939 | Švica | 23:0 | Jugoslavija | Zürich, Švica |

| Poročilo tekme      | Poročilo tekme | Poročilo tekme | Poročilo tekme | Poročilo tekme |
| ------------------- | -------------- | -------------- | -------------- | -------------- |
| Začetek: ni podatka |                |                |                |                |

| 4. februar 1939 | Češkoslovaška | 9:0 | Latvija | Zürich, Švica |

| Poročilo tekme      | Poročilo tekme | Poročilo tekme | Poročilo tekme | Poročilo tekme |
| ------------------- | -------------- | -------------- | -------------- | -------------- |
| Začetek: ni podatka |                |                |                |                |

| 5. februar 1939 | Latvija | 6:0 | Jugoslavija | Zürich, Švica |

| Poročilo tekme      | Poročilo tekme | Poročilo tekme | Poročilo tekme | Poročilo tekme |
| ------------------- | -------------- | -------------- | -------------- | -------------- |
| Začetek: ni podatka |                |                |                |                |

| 5. februar 1939 | Švica | 1:0 | Češkoslovaška | Zürich, Švica |

| Poročilo tekme      | Poročilo tekme | Poročilo tekme | Poročilo tekme | Poročilo tekme |
| ------------------- | -------------- | -------------- | -------------- | -------------- |
| Začetek: ni podatka |                |                |                |                |

##### Lestvica
OT-odigrane tekme, z-zmage, n-neodločeni izidi, P-porazi, DG-doseženo goli, PG-prejeti goli, GR-gol razlika, T-točke.
| # | Reprezentanca | OT | Z | N | P | DG | PG | GR  | T |
| - | ------------- | -- | - | - | - | -- | -- | --- | - |
| 1 | Švica         | 3  | 3 | 0 | 0 | 36 | 0  | +36 | 6 |
| 2 | Češkoslovaška | 3  | 2 | 0 | 1 | 33 | 1  | +32 | 4 |
| 3 | Latvija       | 3  | 1 | 0 | 2 | 6  | 21 | -15 | 2 |
| 4 | Jugoslavija   | 3  | 0 | 0 | 3 | 0  | 53 | -53 | 0 |

#### Skupina C
| 3. februar 1939 | Kanada | 8:0 | Nizozemska | Basel, Švica |

| Poročilo tekme      | Poročilo tekme | Poročilo tekme | Poročilo tekme | Poročilo tekme |
| ------------------- | -------------- | -------------- | -------------- | -------------- |
| Začetek: ni podatka |                |                |                |                |

| 4. februar 1939 | Poljska | 9:0 | Nizozemska | Basel, Švica |

| Poročilo tekme      | Poročilo tekme | Poročilo tekme | Poročilo tekme | Poročilo tekme |
| ------------------- | -------------- | -------------- | -------------- | -------------- |
| Začetek: ni podatka |                |                |                |                |

| 5. februar 1939 | Kanada | 4:0 | Poljska | Basel, Švica |

| Poročilo tekme      | Poročilo tekme | Poročilo tekme | Poročilo tekme | Poročilo tekme |
| ------------------- | -------------- | -------------- | -------------- | -------------- |
| Začetek: ni podatka |                |                |                |                |

##### Lestvica
OT-odigrane tekme, z-zmage, n-neodločeni izidi, P-porazi, DG-doseženo goli, PG-prejeti goli, GR-gol razlika, T-točke.
| # | Reprezentanca | OT | Z | N | P | DG | PG | GR  | T |
| - | ------------- | -- | - | - | - | -- | -- | --- | - |
| 1 | Kanada        | 2  | 2 | 0 | 0 | 12 | 0  | +12 | 4 |
| 2 | Poljska       | 2  | 1 | 0 | 1 | 9  | 4  | +5  | 2 |
| 3 | Nizozemska    | 2  | 0 | 0 | 2 | 0  | 17 | -17 | 0 |

#### Skupina D
| 3. februar 1939 | Madžarska | 8:1 | Belgija | Zürich, Švica |

| Poročilo tekme      | Poročilo tekme | Poročilo tekme | Poročilo tekme | Poročilo tekme |
| ------------------- | -------------- | -------------- | -------------- | -------------- |
| Začetek: ni podatka |                |                |                |                |

| 4. februar 1939 | Združeno kraljestvo | 3:1 | Belgija | Zürich, Švica |

| Poročilo tekme      | Poročilo tekme | Poročilo tekme | Poročilo tekme | Poročilo tekme |
| ------------------- | -------------- | -------------- | -------------- | -------------- |
| Začetek: ni podatka |                |                |                |                |

| 5. februar 1939 | Združeno kraljestvo | 3:0 | Madžarska | Zürich, Švica |

| Poročilo tekme      | Poročilo tekme | Poročilo tekme | Poročilo tekme | Poročilo tekme |
| ------------------- | -------------- | -------------- | -------------- | -------------- |
| Začetek: ni podatka |                |                |                |                |

##### Lestvica
OT-odigrane tekme, z-zmage, n-neodločeni izidi, P-porazi, DG-doseženo goli, PG-prejeti goli, GR-gol razlika, T-točke.
| # | Reprezentanca       | OT | Z | N | P | DG | PG | GR | T |
| - | ------------------- | -- | - | - | - | -- | -- | -- | - |
| 1 | Združeno kraljestvo | 2  | 2 | 0 | 0 | 4  | 1  | +3 | 4 |
| 2 | Madžarska           | 2  | 1 | 0 | 1 | 8  | 2  | +6 | 2 |
| 3 | Belgija             | 2  | 0 | 0 | 2 | 2  | 11 | -9 | 0 |

### Drugi krog
Najboljše štiri reprezentance obeh skupin so napredovale v boj za 1. do 4. mesto.

#### Skupina E
| 7. februar 1939 | Češkoslovaška | 1:1*** | Nemčija | Zürich, Švica |

| Poročilo tekme      | Poročilo tekme | Poročilo tekme | Poročilo tekme | Poročilo tekme |
| ------------------- | -------------- | -------------- | -------------- | -------------- |
| Začetek: ni podatka |                |                |                |                |

| 7. februar 1939 | Kanada | 4:0 | Združeno kraljestvo | Zürich, Švica |

| Poročilo tekme      | Poročilo tekme | Poročilo tekme | Poročilo tekme | Poročilo tekme |
| ------------------- | -------------- | -------------- | -------------- | -------------- |
| Začetek: ni podatka |                |                |                |                |

| 8. februar 1939 | Združeno kraljestvo | 0:1 | Nemčija | Zürich, Švica |

| Poročilo tekme      | Poročilo tekme | Poročilo tekme | Poročilo tekme | Poročilo tekme |
| ------------------- | -------------- | -------------- | -------------- | -------------- |
| Začetek: ni podatka |                |                |                |                |

| 8. februar 1939 | Kanada | 2:1 | Češkoslovaška | Basel, Švica |

| Poročilo tekme      | Poročilo tekme | Poročilo tekme | Poročilo tekme | Poročilo tekme |
| ------------------- | -------------- | -------------- | -------------- | -------------- |
| Začetek: ni podatka |                |                |                |                |

| 9. februar 1939 | Združeno kraljestvo | 0:2 | Češkoslovaška | Basel, Švica |

| Poročilo tekme      | Poročilo tekme | Poročilo tekme | Poročilo tekme | Poročilo tekme |
| ------------------- | -------------- | -------------- | -------------- | -------------- |
| Začetek: ni podatka |                |                |                |                |

| 9. februar 1939 | Kanada | 9:0 | Nemčija | Zürich, Švica |

| Poročilo tekme      | Poročilo tekme | Poročilo tekme | Poročilo tekme | Poročilo tekme |
| ------------------- | -------------- | -------------- | -------------- | -------------- |
| Začetek: ni podatka |                |                |                |                |

##### Lestvica
OT-odigrane tekme, z-zmage, n-neodločeni izidi, P-porazi, DG-doseženo goli, PG-prejeti goli, GR-gol razlika, T-točke.
| # | Reprezentanca       | OT | Z | N | P | DG | PG | GR  | T |
| - | ------------------- | -- | - | - | - | -- | -- | --- | - |
| 1 | Kanada              | 3  | 3 | 0 | 0 | 15 | 1  | +14 | 6 |
| 2 | Češkoslovaška       | 3  | 1 | 1 | 1 | 4  | 3  | +1  | 3 |
| 3 | Nemčija             | 3  | 1 | 1 | 1 | 2  | 10 | -8  | 3 |
| 4 | Združeno kraljestvo | 3  | 0 | 0 | 3 | 0  | 7  | -7  | 0 |

#### Skupina F
| 7. februar 1939 | ZDA | 3:0 | Madžarska | Basel, Švica |

| Poročilo tekme      | Poročilo tekme | Poročilo tekme | Poročilo tekme | Poročilo tekme |
| ------------------- | -------------- | -------------- | -------------- | -------------- |
| Začetek: ni podatka |                |                |                |                |

| 7. februar 1939 | Švica | 4:0 | Poljska | Basel, Švica |

| Poročilo tekme      | Poročilo tekme | Poročilo tekme | Poročilo tekme | Poročilo tekme |
| ------------------- | -------------- | -------------- | -------------- | -------------- |
| Začetek: ni podatka |                |                |                |                |

| 8. februar 1939 | Poljska | 5:3 | Madžarska | Basel, Švica |

| Poročilo tekme      | Poročilo tekme | Poročilo tekme | Poročilo tekme | Poročilo tekme |
| ------------------- | -------------- | -------------- | -------------- | -------------- |
| Začetek: ni podatka |                |                |                |                |

| 8. februar 1939 | Švica | 3:2 | ZDA | Basel, Švica |

| Poročilo tekme      | Poročilo tekme | Poročilo tekme | Poročilo tekme | Poročilo tekme |
| ------------------- | -------------- | -------------- | -------------- | -------------- |
| Začetek: ni podatka |                |                |                |                |

| 9. februar 1939 | ZDA | 4:0 | Poljska | Basel, Švica |

| Poročilo tekme      | Poročilo tekme | Poročilo tekme | Poročilo tekme | Poročilo tekme |
| ------------------- | -------------- | -------------- | -------------- | -------------- |
| Začetek: ni podatka |                |                |                |                |

| 9. februar 1939 | Švica | 5:2 | Madžarska | Basel, Švica |

| Poročilo tekme      | Poročilo tekme | Poročilo tekme | Poročilo tekme | Poročilo tekme |
| ------------------- | -------------- | -------------- | -------------- | -------------- |
| Začetek: ni podatka |                |                |                |                |

##### Lestvica
OT-odigrane tekme, z-zmage, n-neodločeni izidi, P-porazi, DG-doseženo goli, PG-prejeti goli, GR-gol razlika, T-točke.
| # | Reprezentanca | OT | Z | N | P | DG | PG | GR | T |
| - | ------------- | -- | - | - | - | -- | -- | -- | - |
| 1 | Švica         | 3  | 3 | 0 | 0 | 12 | 4  | +8 | 6 |
| 2 | ZDA           | 3  | 2 | 0 | 1 | 9  | 3  | +6 | 4 |
| 3 | Poljska       | 3  | 1 | 0 | 2 | 5  | 11 | -6 | 2 |
| 4 | Madžarska     | 3  | 0 | 0 | 3 | 5  | 13 | -8 | 0 |

### Zaključni boji

#### Boj za 9. do 14. mesto

##### Skupina G
| 6. februar 1939 | Nizozemska | 2:1 | Finska | Basel, Švica |

| Poročilo tekme      | Poročilo tekme | Poročilo tekme | Poročilo tekme | Poročilo tekme |
| ------------------- | -------------- | -------------- | -------------- | -------------- |
| Začetek: ni podatka |                |                |                |                |

| 7. februar 1939 | Italija | 2:1 | Nizozemska | Basel, Švica |

| Poročilo tekme      | Poročilo tekme | Poročilo tekme | Poročilo tekme | Poročilo tekme |
| ------------------- | -------------- | -------------- | -------------- | -------------- |
| Začetek: ni podatka |                |                |                |                |

| 8. februar 1939 | Italija | 2:1 | Finska | Basel, Švica |

| Poročilo tekme      | Poročilo tekme | Poročilo tekme | Poročilo tekme | Poročilo tekme |
| ------------------- | -------------- | -------------- | -------------- | -------------- |
| Začetek: ni podatka |                |                |                |                |

###### Lestvica
OT-odigrane tekme, z-zmage, n-neodločeni izidi, P-porazi, DG-doseženo goli, PG-prejeti goli, GR-gol razlika, T-točke.
| # | Reprezentanca | OT | Z | N | P | DG | PG | GR | T |
| - | ------------- | -- | - | - | - | -- | -- | -- | - |
| 1 | Italija       | 2  | 2 | 0 | 0 | 4  | 2  | +2 | 4 |
| 2 | Nizozemska    | 2  | 1 | 0 | 1 | 3  | 3  | 0  | 2 |
| 3 | Finska        | 2  | 0 | 0 | 2 | 2  | 4  | -2 | 0 |

##### Skupina H
| 6. februar 1939 | Latvija | 5:1 | Belgija | Zürich, Švica |

| Poročilo tekme      | Poročilo tekme | Poročilo tekme | Poročilo tekme | Poročilo tekme |
| ------------------- | -------------- | -------------- | -------------- | -------------- |
| Začetek: ni podatka |                |                |                |                |

| 7. februar 1939 | Belgija | 3:3 | Jugoslavija | Zürich, Švica |

| Poročilo tekme      | Poročilo tekme | Poročilo tekme | Poročilo tekme | Poročilo tekme |
| ------------------- | -------------- | -------------- | -------------- | -------------- |
| Začetek: ni podatka |                |                |                |                |

| 8. februar 1939 | Latvija | 4:0 | Jugoslavija | Zürich, Švica |

| Poročilo tekme      | Poročilo tekme | Poročilo tekme | Poročilo tekme | Poročilo tekme |
| ------------------- | -------------- | -------------- | -------------- | -------------- |
| Začetek: ni podatka |                |                |                |                |

###### Lestvica
OT-odigrane tekme, z-zmage, n-neodločeni izidi, P-porazi, DG-doseženo goli, PG-prejeti goli, GR-gol razlika, T-točke.
| # | Reprezentanca | OT | Z | N | P | DG | PG | GR | T |
| - | ------------- | -- | - | - | - | -- | -- | -- | - |
| 1 | Latvija       | 2  | 2 | 0 | 0 | 9  | 1  | +8 | 4 |
| 2 | Belgija       | 2  | 0 | 1 | 1 | 4  | 8  | -4 | 1 |
| 3 | Jugoslavija   | 2  | 0 | 1 | 1 | 3  | 7  | -4 | 1 |

##### Tekma za 9. mesto
| 9. februar 1939 | Italija | 2:1 | Latvija | Basel, Švica |

| Poročilo tekme      | Poročilo tekme | Poročilo tekme | Poročilo tekme | Poročilo tekme |
| ------------------- | -------------- | -------------- | -------------- | -------------- |
| Začetek: ni podatka |                |                |                |                |

#### Boj za 5. do 8. mesto
| 10. februar 1939 | Poljska | 3:0 | Madžarska | Basel, Švica |

| Poročilo tekme      | Poročilo tekme | Poročilo tekme | Poročilo tekme | Poročilo tekme |
| ------------------- | -------------- | -------------- | -------------- | -------------- |
| Začetek: ni podatka |                |                |                |                |

| 11. februar 1939 | Nemčija | 6:2 | Madžarska | Zürich, Švica |

| Poročilo tekme      | Poročilo tekme | Poročilo tekme | Poročilo tekme | Poročilo tekme |
| ------------------- | -------------- | -------------- | -------------- | -------------- |
| Začetek: ni podatka |                |                |                |                |

| 12. februar 1939 | Nemčija | 4:0 | Poljska | Basel, Švica |

| Poročilo tekme      | Poročilo tekme | Poročilo tekme | Poročilo tekme | Poročilo tekme |
| ------------------- | -------------- | -------------- | -------------- | -------------- |
| Začetek: ni podatka |                |                |                |                |

##### Lestvica
OT-odigrane tekme, z-zmage, n-neodločeni izidi, P-porazi, DG-doseženo goli, PG-prejeti goli, GR-gol razlika, T-točke.
| # | Reprezentanca       | OT   | Z    | N    | P    | DG   | PG   | GR   | T    |
| - | ------------------- | ---- | ---- | ---- | ---- | ---- | ---- | ---- | ---- |
| 5 | Nemčija             | 2    | 2    | 0    | 0    | 10   | 2    | +8   | 4    |
| 6 | Poljska             | 2    | 1    | 0    | 1    | 3    | 4    | -1   | 2    |
| 7 | Madžarska           | 2    | 0    | 0    | 2    | 2    | 9    | -7   | 0    |
| 8 | Združeno kraljestvo | umik | umik | umik | umik | umik | umik | umik | umik |

#### Boj za 1. do 4. mesto
| 10. februar 1939 | ZDA | 1:0*** | Češkoslovaška | Zürich, Švica |

| Poročilo tekme      | Poročilo tekme | Poročilo tekme | Poročilo tekme | Poročilo tekme |
| ------------------- | -------------- | -------------- | -------------- | -------------- |
| Začetek: ni podatka |                |                |                |                |

| 10. februar 1939 | Švica | 0:7 | Kanada | Basel, Švica |

| Poročilo tekme      | Poročilo tekme | Poročilo tekme | Poročilo tekme | Poročilo tekme |
| ------------------- | -------------- | -------------- | -------------- | -------------- |
| Začetek: ni podatka |                |                |                |                |

| 11. februar 1939 | Švica | 1:2 | ZDA | Basel, Švica |

| Poročilo tekme      | Poročilo tekme | Poročilo tekme | Poročilo tekme | Poročilo tekme |
| ------------------- | -------------- | -------------- | -------------- | -------------- |
| Začetek: ni podatka |                |                |                |                |

| 11. februar 1939 | Kanada | 4:0 | Češkoslovaška | Basel, Švica |

| Poročilo tekme      | Poročilo tekme | Poročilo tekme | Poročilo tekme | Poročilo tekme |
| ------------------- | -------------- | -------------- | -------------- | -------------- |
| Začetek: ni podatka |                |                |                |                |

| 12. februar 1939 | Kanada | 6:2 | ZDA | Basel, Švica |

| Poročilo tekme      | Poročilo tekme | Poročilo tekme | Poročilo tekme | Poročilo tekme |
| ------------------- | -------------- | -------------- | -------------- | -------------- |
| Začetek: ni podatka |                |                |                |                |

| 12. februar 1939 | Švica | 0:0*** | Češkoslovaška | Zürich, Švica |

| Poročilo tekme      | Poročilo tekme | Poročilo tekme | Poročilo tekme | Poročilo tekme |
| ------------------- | -------------- | -------------- | -------------- | -------------- |
| Začetek: ni podatka |                |                |                |                |

##### Lestvica
OT-odigrane tekme, z-zmage, n-neodločeni izidi, P-porazi, DG-doseženo goli, PG-prejeti goli, GR-gol razlika, T-točke.
| # | Reprezentanca | OT | Z | N | P | DG | PG | GR  | T |
| - | ------------- | -- | - | - | - | -- | -- | --- | - |
| 1 | Kanada        | 3  | 3 | 0 | 0 | 15 | 0  | +15 | 6 |
| 2 | ZDA           | 3  | 2 | 0 | 1 | 3  | 5  | -2  | 4 |
| 3 | Švica         | 3  | 0 | 1 | 2 | 1  | 9  | -8  | 1 |
| 4 | Češkoslovaška | 3  | 0 | 1 | 2 | 0  | 5  | -5  | 1 |

##### Tekma za 3. mesto
| 5. marec 1939 | Švica | 2:0 | Češkoslovaška | Basel, Švica |

| Poročilo tekme      | Poročilo tekme | Poročilo tekme | Poročilo tekme | Poročilo tekme |
| ------------------- | -------------- | -------------- | -------------- | -------------- |
| Začetek: ni podatka |                |                |                |                |

## Končni vrstni red
1. Kanada
2. ZDA
3. Švica
4. Češkoslovaška
5. Nemčija
6. Poljska
7. Madžarska
8. Združeno kraljestvo
9. Italija
10. Latvija
11. Nizozemska
12. Belgija
13. Jugoslavija
14. Finska